# Prostitución en Uruguay
La prostitución en Uruguay se regula mediante la Ley de Trabajo Sexual (Ley N° 17 515). Antes de su aprobación, la prostitución no era regulada, pero sí legal.
ONUSIDA estimó en 2020 que habrían 13.100 prostitutas en Uruguay.

## Regulación
La ley N°17 515, en su art. 2, establece que son trabajadores sexuales «todas las personas mayores de dieciocho años que habitualmente ejerzan la prostitución, recibiendo a cambio una remuneración en dinero o en especie» y autoriza a prostituirse solo a aquellas personas registradas en el Registro Nacional del Trabajo Sexual y que tengan su carné sanitario actualizado. La ley se aplica tanto a hombres como a mujeres por igual.
En Uruguay, el Ministerio del Interior y el Ministerio de Salud están obligados, en vez de la policía, a aplicar las reglas que marcan las leyes sobre prostitución y tienen permitido entrar a cualquier local en el que se ejerza esta práctica para su regulación. Estos locales (como los burdeles) deben contar con una licencia, tener permiso de la policía local y no emplear gente menor de los 18 años de edad.

## Aspectos Sanitarios y de Seguridad
La Ley de Trabajo Sexual enfatiza la importancia de mantener condiciones sanitarias y de seguridad para los trabajadores sexuales. El carné sanitario actualizado es una medida preventiva que busca asegurar tanto la salud de los trabajadores sexuales como la de sus clientes, mitigando la transmisión de enfermedades de transmisión sexual, incluido el VIH/SIDA. Las inspecciones regulares en los establecimientos donde se ejerce la prostitución tienen como objetivo garantizar el cumplimiento de estas normativas sanitarias y de seguridad.

## Derechos y Protecciones para Trabajadores Sexuales
Con la implementación de la Ley de Trabajo Sexual, Uruguay busca otorgar derechos laborales y protecciones a los trabajadores sexuales, reconociéndolos como sujetos de derechos y como trabajadores legítimos. Esto incluye acceso a la seguridad social, protección contra la explotación y el abuso, y el derecho a ejercer libremente su actividad, dentro de un marco legal.

## Impacto Social y Críticas
La regulación de la prostitución en Uruguay ha generado debates en la sociedad. Mientras algunos sectores ven la ley como un avance en términos de derechos humanos y protección para los trabajadores sexuales, otros critican la legalización y regulación de la prostitución, argumentando que puede perpetuar la explotación y el tráfico de personas. El gobierno y las organizaciones de la sociedad civil continúan trabajando para encontrar un equilibrio entre la regulación y la protección de los derechos de los trabajadores sexuales.

## Cooperación Internacional
Uruguay colabora con organizaciones internacionales, como ONUSIDA, para mejorar las políticas y prácticas relacionadas con la salud sexual y reproductiva de los trabajadores sexuales. Estas colaboraciones buscan promover un enfoque de salud pública que reduzca el estigma y la discriminación contra los trabajadores sexuales, mejorando su acceso a servicios de salud y aumentando la conciencia sobre la prevención de enfermedades de transmisión sexual.